# سکستوس ژولیوس سزار (کنسول ۹۱ پیش از میلاد)
سکستوس ژولیوس سزار (انگلیسی: Sextus Julius Caesar; ۱ ژانویهٔ ۰۱۵۰ – ۱ ژانویهٔ ۰۰۹۰) اهل روم باستان و کنسول روم بود. او در جریان جنگ اجتماعی درگذشت. او عموی گایوس ژولیوس سزار، دیکتاتور (روم) بود.